# Българи в Латвия
Българите в Латвия са малцинство в страната. Според преброяването на населението през 1989 година те са 420 души, или 0.015 % от населението.

## Численост и дял

### Преброявания на населението
Численост и дял на българите според преброяванията на населението през годините:
|      | Численост | %     |
| 1959 | 85        | 0.004 |
| 1970 | 191       | 0.008 |
| 1979 | 231       | 0.009 |
| 1989 | 420       | 0.015 |